# Jordan Bowden
Jordan Maliek Bowden (Knoxville, 20 gennaio 1997) è un cestista statunitense.

## Carriera
Dopo aver trascorso la carriera universitaria con i Tennessee Volunteers, non viene scelto al Draft NBA 2020; il 1º dicembre firma con i Brooklyn Nets, che lo tagliano qualche giorno più tardi. Viene quindi inserito nel roster dei Long Island Nets, franchigia di NBA G League affiliata ai bianconeri; resta con la squadra anche nelle due stagioni successive.
Il 16 luglio 2023 firma con il Nancy, trasferendosi così nel campionato francese.